# Antonio Faraò

Antonio Faraò 2015

Antonio Faraò (* 1965 in Rom) ist ein italienischer Jazz-Pianist.
Faraò studierte klassisches Klavier bei Adriano Della Giustina und schloss 1983 seine Ausbildung am Conservatorio Giuseppe Verdi in Mailand ab. Er trat bereits als Jugendlicher bei zahlreichen Festivals in Italien, Frankreich und Griechenland auf, wurde zu Rundfunk- und Fernsehauftritten eingeladen und erhielt mehrere italienische Preise, darunter den Neue-Talente-Preis beim XI. Musical Review 1987 und die Four Roses als Pianist des Jahres 1991. 1998 gewann er den internationalen Concours Martial Solal.
Faraò arbeitete als Sideman u. a. mit John Abercrombie, Gary Bartz, Billy Cobham, Ronnie Cuber, Chico Freeman, Richard Galliano, Antonio Hart, Lee Konitz, Biréli Lagrène, Didier Lockwood, Branford Marsalis, Tony Scott und Buster Williams.
1999 erschien bei Enja sein erstes Album als Bandleader. Er leitete das Trio Encore (mit Martin Gjakonovski und Dejan Terzic) und das Quartett Far Out (Gjakonovski, Terzic und Bob Bonisolo).

## Diskographische Hinweise
- Black Inside (1998) mit Ira Coleman, Jeff Tain Watts
- Borderlines (1999) mit Jean-Jacques Avenel, Daniel Humair
- Thorn (2000) mit Jack DeJohnette, Drew Gress, Chris Potter
- Far Out (CAM, 2002) mit Bob Berg, Martin Gjakonovski, Dejan Terzic
- Takes on Pasolini (2005) mit Daniel Humair, Miroslav Vitouš
- Woman's Perfume (2008) mit Dominique di Piazza, André Ceccarelli
- Domi (2010) mit Darryl Hall, André Ceccarelli
- Evan (2013) mit Joe Lovano, Ira Coleman, Jack DeJohnette
- Eklektik (2017) mit Snoop Dogg, Walter Ricci, Claudia Campagnol, Luigi Di Nunzio, Didier Lockwood, Biréli Lagrène, Marcus Miller, Dario Rosciglione, Manu Katché, Mike Clark, Lenny White u. a.
- Tributes (2024)